# Alejandro Zendejas
Alejandro Zendejas Saavedra (Ciudad Juárez, Chihuahua, México, 7 de febrero de 1998) es un futbolista mexicano naturalizado estadounidense, juega como extremo derecho y actualmente milita en el Club América de la Primera División de México.

## Trayectoria

### Football Club Dallas
Inició en las fuerzas básicas del F. C. Dallas, en el año 2012 donde jugó en las categorías Sub-15, Sub-17 y Sub-20, al tener buenas actuaciones, fue llevado al primer equipo en el 2014, donde no tuvo minutos de juego, para la temporada 2015, finalmente debuta el 1 de mayo de 2015 contra el Houston Dynamo.

### Club Deportivo Guadalajara
Al tener buenas actuaciones en el FC Dallas en la Copa Chivas Internacional 2016, fue dado de seguimiento por Matías Almeyda técnico de Chivas, donde hizo una petición por el jugador, siendo así el 5° refuerzo del Club Deportivo Guadalajara de cara al Apertura 2016.

### Club Atlético Zacatepec
En una conferencia de prensa, el entrenador de Chivas, Matías Almeyda, confirmó que algunos jugadores serían enviados a préstamo al Club Atlético Zacatepec para tener minutos de juego y adquirir experiencia en el Ascenso MX. 
El 8 de junio de 2017 el Club Atlético Zacatepec, anunció la llegada de Zendejas en préstamo.

### Club Deportivo Guadalajara (2ª Etapa)
En junio de 2018 finaliza su préstamo con el Club Atlético Zacatepec y regresa al Club Deportivo Guadalajara de cara al Apertura 2018.

## Selección nacional

### Estados Unidos
Zendejas fue miembro del equipo sub-17 de los Estados Unidos que compitió en el Campeonato Sub-17 de la Concacaf de 2015 jugando junto a las futuras estrellas del USMNT Christian Pulisic y Tyler Adams. En general, jugó 27 partidos y marcó cuatro goles con la selección sub-17. Después de unirse al Club Deportivo Guadalajara, Zendejas acordó rechazar futuras convocatorias de la selección nacional de los Estados Unidos y aceptar convocatorias de la selección nacional de México si ocurrieran.
Sin embargo, el 17 de enero de 2023, Zendejas fue incluido en la lista de convocados para dos amistosos contra Serbia y Colombia, ya que nunca solicitó a la FIFA un cambio de afiliación por única vez para poder jugar con la selección nacional de México.
En enero de 2023, Zendejas se convierte en el quinto jugador en jugar partidos con ambas selecciones nacionales en la historia de la rivalidad futbolística entre México y Estados Unidos y solo el segundo nacido en México en hacerlo desde Martín Vásquez.

### México
En agosto de 2017, Zendejas fue convocado a la selección sub-21 de México para los partidos en China y Catar, el inicio de la preparación para los Juegos Olímpicos de Tokio 2020.
Zendejas recibió su primera convocatoria a la selección de Gerardo Martino, y debutó el 27 de octubre de 2021 en un partido amistoso contra Ecuador, entrando como suplente en el minuto 65 por Uriel Antuna.

### Controversia
A fines de agosto de 2022, la FIFA emitió una investigación sobre la Federación Mexicana de Fútbol Asociación con respecto a las convocatorias de Zendejas para partidos amistosos en octubre de 2021 y abril de 2022, contra Ecuador y Guatemala respectivamente, los partidos no correspondían competencia oficial de la FIFA, no obstante, el registro del jugador como elegible todavía estaba bajo la jurisdicción "legal" de la Federación de Fútbol de los Estados Unidos, lo que significa que Zendejas había participado en partidos amistosos para México sin consultar o presentar un cambio único a la FIFA para cambiar la elegibilidad, una violación de las normas de la FIFA.
El 9 de noviembre de 2022, los abogados de Zendejas revelaron a los medios que el jugador estaba considerando realizar el «one-time switch» a los Estados Unidos.
El 19 de enero de 2023, la FIFA ordenó a México renunciar a dos amistosos —una derrota por 3-2 contra Ecuador el 28 de octubre de 2021 y un empate 0-0 con Guatemala el 22 de abril de 2023— y pagar una multa de 10 000 francos suizos por usar Zendejas en una violación de la normativa. La selección de México sub-23 también recibió la orden de perder tres juegos en los que jugó Zendejas.

## Estadísticas
Actualizado al último partido jugado el 17 de marzo de 2024.
| F. C. Dallas Estados Unidos         |               |               |     |    |    |    |    |     |     |    |  |
| 1ª                                  | 2015          | 8             | 0   | 2  | 0  | -  | -  | 10  | 0   |    |  |
| Total club                          | Total club    | 8             | 0   | 2  | 0  | 0  | 0  | 10  | 0   |    |  |
| C. D. Guadalajara · México          |               |               |     |    |    |    |    |     |     |    |  |
| 1ª                                  | 2016-17       | 2             | 0   | 8  | 0  | -  | -  | 10  | 0   |    |  |
| 1ª                                  | 2018-19       | 4             | 0   | 6  | 1  | -  | -  | 10  | 1   |    |  |
| 1ª                                  | 2019-20       | 2             | 0   | 1  | 0  | -  | -  | 3   | 0   |    |  |
| Total club                          | Total club    | 8             | 0   | 15 | 1  | 0  | 0  | 23  | 1   |    |  |
| C. A. Zacatepec · México            |               |               |     |    |    |    |    |     |     |    |  |
| 2ª                                  | 2017-18       | 32            | 4   | 8  | 1  | -  | -  | 40  | 5   |    |  |
| Total club                          | Total club    | 32            | 4   | 8  | 1  | 0  | 0  | 40  | 5   |    |  |
| C. Necaxa · México                  |               |               |     |    |    |    |    |     |     |    |  |
| 1ª                                  | 2020-21       | 32            | 5   | -  | -  | -  | -  | 32  | 5   |    |  |
| 1ª                                  | 2021-22       | 18            | 6   | -  | -  | -  | -  | 18  | 6   |    |  |
| Total club                          | Total club    | 50            | 11  | 0  | 0  | 0  | 0  | 50  | 11  |    |  |
| C. América · México                 |               |               |     |    |    |    |    |     |     |    |  |
| 1ª                                  | 2022          | 18            | 5   | -  | -  | -  | -  | 18  | 5   |    |  |
| 1ª                                  | 2022-23       | 34            | 11  | -  | -  | 4  | 1  | 32  | 12  |    |  |
| 1ª                                  | 2023-24       | 34            | 9   | -  | -  | 6  | 4  | 37  | 13  |    |  |
|                                     | 2024-25       | 37            | 11  |    |    | 1  | 1  | 27  | 10  |    |  |
| Total club                          | Total club    | 123           | 36  | 0  | 0  | 11 | 6  | 125 | 42  |    |  |
| Total carrera                       | Total carrera | Total carrera | 221 | 51 | 25 | 2  | 11 | 6   | 238 | 59 |  |
| (1)Incluye datos de la Copa México. |               |               |     |    |    |    |    |     |     |    |  |

## Palmarés

### Títulos nacionales
| Título                  | Equipo       | Sede           | Año  |
| ----------------------- | ------------ | -------------- | ---- |
| Supercopa MX            | Guadalajara  | Estados Unidos | 2016 |
| Copa MX                 | Guadalajara  | México         | 2017 |
| Liga MX                 | Guadalajara  | México         | 2017 |
| Liga MX                 | Club América | México         | 2023 |
| Liga MX                 | Club América | México         | 2024 |
| Campeón de Campeones    | Club América | México         | 2024 |
| Supercopa de la Liga MX | Club América | México         | 2024 |
| Liga MX                 | Club América | México         | 2024 |

### Títulos internacionales
| Título                          | Equipo         | Sede           | Año  |
| ------------------------------- | -------------- | -------------- | ---- |
| Liga de Naciones de la Concacaf | Estados Unidos | Estados Unidos | 2023 |
| Liga de Naciones de la Concacaf | Estados Unidos | Estados Unidos | 2024 |

### Distinciones individuales
| Distinción                                                                              | Año  |
| --------------------------------------------------------------------------------------- | ---- |
| Mejor jugador del partido América vs Real Estelí en la Copa de Campeones de la Concacaf | 2024 |
| Mejor jugador del partido América vs Pachuca en la Copa de Campeones de la Concacaf     | 2024 |